# Christoph von Fürer-Haimendorf
Christoph von Fürer-Haimendorf (parfois prénommé Christopher), né le 22 juin 1909 à Vienne et mort le 11 juin 1995 à Londres, est un ethnologue autrichien. 
Il a passé environ quarante ans de sa vie à effectuer un travail de terrain dans le Nord-Est indien, dans le centre de la région correspondant à l'Andhra Pradesh et au Népal.

## Biographie
Christoph von Fürer-Haimendorf est né dans une famille de l'aristocratie autrichienne. Très rapidement il développa un intérêt pour la culture indienne, après avoir lu Rabîndranâth Tagore dans sa jeunesse. Il étudia l'anthropologie et l'archéologie à Vienne et fut largement influencé par Robert von Heine-Geldern (en). Il réalisa sa thèse sur l'organisation sociale tribale dans les collines Naga. 
Après sa thèse, von Fürer-Haimendorf s'installa à Londres afin d'entrer en contact avec les anthropologues les plus renommés de son époque, comme Bronislaw Malinowski. En 1936, il voyagea en Inde, où il travailla parmi les Naga et établit une forte amitié avec les administrateurs locaux de l'empire indien. Après cinq mois de gros efforts, von Fürer-Haimendorf réussit à apprendre la langue locale et fut capable de travailler sans interprète.  Dès lors, von Fürer-Haimendorf se mit à proclamer qu'il était très important pour un ethnologue ou ethnographe de bien apprendre la langue des peuples étudiés sur le terrain afin d'être le plus qualifié possible dans ses recherches.
En 1938, von Fürer-Haimendorf se maria à Betty Barnado, sa collègue de travail. À cette occasion, il fit seulement une courte visite en Europe avant de retourner en Inde, si bien qu'à l'éclatement de la Seconde Guerre mondiale, il se retrouva sur le territoire britannique avec un passeport du Troisième Reich.
Il fut arrêté par les autorités coloniales, mais à contre-cœur de leur part en raison de leur amitié forgée au cours des années précédentes. Ainsi, il fut confiné dans la principauté d'Hyderābād, dans le sud de l'Inde. Au fil du temps, von Fürer-Haimendorf gagna la confiance des autorités locales, qui virent qu'il n'était en rien proche des Nazis. Il put ainsi réaliser quelques-uns de ses plus grands travaux de terrain tandis qu'il vivait parmi les Chenchu (en), les Bhîls, les Reddi (en) et les Gonds Adivasi qui habitaient l'intérieur de l'Andhra Pradesh actuel.
Grâce à des fonctionnaires amicaux, dont l'ethnologue Verrier Elwin, von Fürer-Haimendorf put obtenir un poste d'agent spécial et d'agent politique adjoint au North East Frontier Agency, l'administration locale chargée des différentes collectivités territoriales situées sur la frontière nord-est de l'Inde. Il put ainsi retourner dans les régions du nord-est. Il y étudia les Apatanis (Arunachal Pradesh) en 1944–1945, alors qu'il y avait des tensions dans la région à cause de la conquête japonaise de la Birmanie.
À la fin de la guerre, von Fürer-Haimendorf fut nommé conseiller auprès des tribus et des Backward Classes (les castes « inférieures » et les classes défavorisées) par le gouvernement d'Hyderabad et retourna dans le Sud, où il continua son travail ethnographique en même temps qu'il occupait son poste de fonctionnaire. En 1953, quand le Népal s'ouvrit sur le monde, von Fürer-Haimendorf refusa de laisser passer l'occasion de visiter ce pays encore si peu connu et devint le premier étranger à réaliser une étude sur les Népalais.
Christoph von Fürer-Haimendorf termina sa vie à Londres, où il devint professeur d'anthropologie à l'École des études orientales et africaines (SOAS) de l'Université de Londres. En 1987, après la mort de sa femme, il vit sa santé se dégrader rapidement jusqu'à sa mort. Il fut enterré à Londres.

## Travaux
Von Fürer-Haimendorf a publié 3 650 pages de notes ethnographiques et pris plus de 10 000 photos. Il filma également plus de 100 heures de films documentaires en 16 mm et donna ainsi un aperçu de la vie de certaines cultures méconnues condamnées à changer irréversiblement.

### Publications
- Die nackten Nagas. 13 Monate unter Kopfjägern Indiens. F. A. Brockhaus, Leipzig (1939)
- The Chenchus (1943)
- The Reddis of the Bison Hills (1945)
- The Raj Gonds of Adilibad (1948)
- Glückliche Barbaren. Bei unbekannten Völkern an der Nordostgrenze Indiens. F. A. Brockhaus, Wiesbaden (1956)
- Morals and merit (1967)[3]
- The Sherpas of Nepal (1964)
- The Bagoria Bhil (1964)[4]
- The Konyak Nagas (1969)
- Return to the naked Nagas: an anthropologist's view of Nagaland 1936–1970. Delhi, Vikas Publishing House (1976)
- The tribes of India: struggle for survival (1982)

### Filmographie
- The Men Who Hunted Heads (1970)
- The land of the Gurkhas (1957)
- The land of Dolpo (1962)

Les écrits et les photos de Christoph von Fürer-Haimendorf sont conservés par les archives de la SOAS. En 2010, il y a eu 20 000 de ces images qui ont été numérisées et mises en ligne via la SOAS Digital Library (bibliothèque numérique de la SOAS grâce au projet financé par le JISC (en).